# 4579 Puccini
4579 Puccini è un asteroide della fascia principale. Scoperto nel 1989, presenta un'orbita caratterizzata da un semiasse maggiore pari a 2,3997277 au e da un'eccentricità di 0,1536943, inclinata di 2,21388° rispetto all'eclittica.
Fa parte della famiglia di asteroidi Massalia.
L'asteroide è dedicato a Giacomo Puccini, celeberrimo compositore italiano.